# Simon Ntamwana
Simon Ntamwana (ur. 3 czerwca 1946 w Mukenke) – burundyjski duchowny katolicki, arcybiskup Gitegi w latach 1997-2022.

## Życiorys
Święcenia kapłańskie przyjął 24 marca 1974 z rąk kardynała Agnelo Rossiego.

## Episkopat
14 listopada 1988 został mianowany biskupem Bużumbury. Sakry biskupiej udzielił mu 5 lutego 1989 kardynał Bernardin Gantin.
24 stycznia 1997 został mianowany przez Jana Pawła II arcybiskupem metropolitą Gitegi. 19 lutego 2022 papież przyjął jego rezygnację z pełnionego urzędu złożoną ze względu na wiek.